# Potez 540
El Potez 540 era un avión bimotor diseñado y construido por la firma Société des Aéroplanes Henry Potez para la Armée de l'air francesa como avión de reconocimiento aéreo y bombardero, uno de los cuatro modelos de avión que formaban en 1933 el concepto BCR «Bombardier, Chasse, Reconnaissance».  Considerado en su momento el BCR ideal, su estreno en combate y actuación en la Guerra Civil Española le lleva a ser considerado totalmente inadecuado para operaciones diurnas e incluso por sus pilotos y tripulaciones, “un fiasco total”. Más tarde, fue utilizado mayoritariamente por el Armée de l'Air como avión de apoyo a las unidades de transporte en su imperio colonial, siendo los últimos ejemplares utilizados hasta 1943.

## Diseño
El concepto BCR
El 1 de abril de 1933, Pierre Cot , Ministro del Aire, firma el decreto que separaba la Aeronautique Militaire de las armas terrestres y navales . E Surgió entonces, la urgente necesidad de renovar la flota aérea del nuevo Armée de l'air y, en particular, los aviones de bombardeo y reconocimiento. Se trataba de 631 bombarderos biplanos Breguet 19 y LeO 20 (de un programa que databa de 1923), Amiot 122 y Blériot 127 , pero también, 2158 aviones de reconocimiento Breguet 19, Breguet 27 y Potez 25 que deben sustituirse. En junio de 1933, Él Conseil Supérieur de l'Air,  adoptó un programa destinado a la remodelación de las bases aéreas, la reorganización de las unidades y la renovación completa de la flota. El Plan I fue votado por el parlamento el 6 de julio de 1934. Preveía la compra de 350 bombarderos, 350 cazas y 310 aviones de observación, es decir, 1343 modernos aviones. La gran novedad de este programa fue el abandono de los tradicionales bombarderos y biplazas del ejército en favor de los multiplaza polivalentes denominados BCR.
Extrayendo lecciones de la Gran Guerra, el general Giulio Douhet había desarrollado una teoría del control aéreo y definido los conceptos de guerra total y guerra de desgaste. Según él, la defensa del territorio era responsabilidad de las fuerzas terrestres y navales, mientras que la aviación, arma suprema, golpeaba los centros vitales del adversario, como fábricas, arsenales o líneas de comunicación, provocando el rápido colapso del oponente. También, según Douhet, el resultado de un combate aéreo estaba determinado por la potencia de fuego de los protagonistas, siendo la velocidad sólo implicada en la interceptación o la huida. De ahí el surgimiento del concepto de avión de combate o crucero aéreo fuertemente armado, capaz de garantizar por sí solo su defensa y bombardear masivamente zonas urbanas e industriales después de adquirir el control del cielo.
A partir de este principio simplista nació en Francia, a principios de los años treinta, el concepto del avión multiplaza de Bombardement, Chasse, Reconnaissance (BCR) , una "solución milagrosa" que permitiría dotar a la nueva fuerza aérea de un solo modelo de avión para asegurar tanto las misiones de observación aérea que debía realizar en beneficio del ejército terrestre, como complementar las fuerzas de bombardeo. El programa BCR se formalizó en octubre de 1933 y los fabricantes franceses fueron invitados a diseñar un avión de 5 a 7 t con una tripulación de 4 a 5 hombres, armado con ametralladoras en torretas, capaz de transportar 1000 kg de bombas, cámaras fotográficas y equipo de radio. Debía poder operar a 350 km/h a una altitud de crucero de 4000 m con un alcance de 1000 a 1300 km. Un programa de este tipo, sólo era viable aceptando compromisos y, de hecho, los aviones de los programas BCR se utilizaron, al menos en Francia, principalmente para misiones de reconocimiento.
Inicialmente se probaron tres aviones: los Breguet 460 Vultur, Farman F.420  y Bloch MB.130 . Siendo finalmente el Potez 540 el que fue seleccionado y encargado para su producción en serie.

## Desarrollo
El ingeniero aeronautico y Director Técnico de la firma Potez, Louis Coroller, diseñó por cuenta y riesgo de la compañía un avión al que se denominó como  Multiplace de combat Potez 54 . Este aparato cuatriplaza estaba concebido para ser capaz de desempeñar diferentes cometidos exigidos como BCR, como caza de escolta, bombardeo o reconocimiento de largo alcance.
Era un monoplano de ala alta de construcción básicamente en madera y propulsado por dos motores lineales Hispano-Suiza 12Xbrs de 690 hp montados en los extremos de unas alas embrionarias, estaba dotado de tren de aterrizaje retráctil y doble deriva; estaba armado con torretas operadas manualmente en las posiciones de morro y dorsal, así como una torreta ventral estilo cubo de basura semi-retráctil.
Este prototipo, realizó su vuelo inaugural el 14 de noviembre de 1933. Durante el desarrollo, la unidad de cola fue reemplazada por una monoderiva y al cambiar su configuración fue denominado Potez 540. El primer avión de serie con motores Hispano-Suiza 12Xirs de 690 hp nominales fue entregado al Armée de I'Air el 25 de noviembre de 1934. Conjuntamente con este modelo, se desarrollaron los prototipos Potez 541 con motores radiales Gnome et Rhône 14Kdrs de 960 hp y el Potez 542 con los V12 Lorraine 12Hfrs Pétrel de 720 hp. Se construyeron un total de 270 Potez 540.

## Carrera operacional
La Guerra Civil Española
Los 20 o 21 aparatos 540/542/543 comprados por las Fuerzas Aéreas de la República Española , con una primera entrega de seis aparatos en agosto de 1936, fueron los primeros en entrar en combate, pero aunque obtuvieron algunos éxitos iniciales, resultaron ser manifiestamente inferiores a los más modernos aviones alemanes utilizados más tarde por las fuerzas aéreas de los sublevados, hasta tal punto que los aviadores republicanos les pusieron el sobrenombre de "Ataúd Volante".). Algunos de estos aparatos formaron parte de la Escuadra España, promovida por André Malraux, con base en Tabernas, Almería.
Con el l'Armée de l'air
Hacía finales de la década de 1930, estos aparatos ya eran considerados obsoletos respecto a sus cometidos iniciales y las fuerzas aéreas francesas los retiraron a tareas de segunda línea como aviones apoyo a las unidades de transporte, correo y para la formación de paracaidistas. Así, en septiembre de 1939, y los comienzos de la Segunda Guerra Mundial, la mayoría estaban desplegados en las colonias y protectorados franceses del Norte de África, África Ecuatorial Francesa ,  Mandato francés del Líbano e inclusive a lugares tan remotos como la Indochina francesa. Con la capitulación de Francia ante Alemania en junio de 1940, los aparatos fueron incorporados a la Fuerza Aérea de la Francia de Vichy, principalmente en las colonias. A finales de 1943, la mayoría de los aparatos ya habían sido destruidos o retirados.

## Variantes
Potez 54prototipo con motores Hispano-Suiza 12Xbrs  (se convierte en el Potez 540 No. 1 al cambiar la bideriva a monoderiva)
Potez 540versión de serie con motores V12 Hispano-Suiza 12Xirs / Xjrs de 690 hp
Potez 541con motores radiales Gnome et Rhône 14Kdrs Mistral Major de 996 hp (743 kW)
Potez 542con motores Lorraine 12Hdrs / Hers Petrel de 719 hp (536 kW)
Potez 543Producción derivada del Potez 541, propulsada por motores Gnome et Rhône 14Kdrs. Diez construidos para Rumania, aunque solo ocho fueron entregados y cuatro fueron desviados a España para ser utilizados por los republicanos españoles.

## Operadores
Francia
- Armée de l'air
- Aeronavale

 Reino de Italia
- Regia Aeronautica

 Imperio de Japón

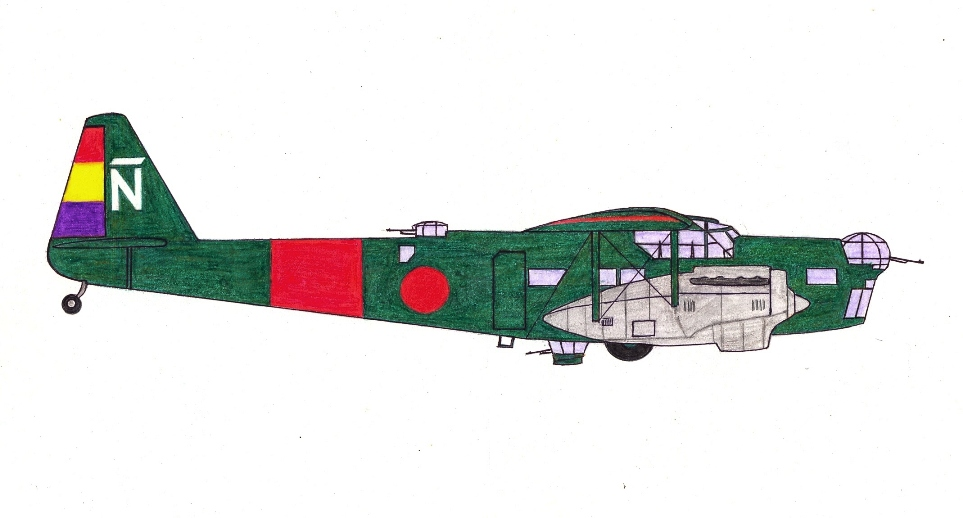
Potez 540 de las FARE. Escuadrilla España

Potez 540 de las FARE en febrero de 1938

- Armada Imperial Japonesa

 Reino de Rumanía
- Real Fuerza Aérea Rumana.

 Segunda República Española
- Fuerzas Aéreas de la República Española (FARE)

## Especificaciones técnicas
Referencia datos: Enciclopedia Ilustrada de la Aviación, Vol.11 pag. 2774

### Características generales
- Tripulación: 4
- Longitud: 16,20 m
- Envergadura: 22,10 m
- Altura: 3,88 m
- Superficie alar: 76,00 m²
- Peso vacío: 3785 kg
- Peso máximo al despegue: 7100 kg
- Planta motriz: 2× lineal 12 cilindros refrigerado por líquido Hispano-Suiza 12Xirs.
  - Potencia: 515 kW (690 HP; 700 CV) cada uno.
- Hélices: Tripala metálica Ratier

### Rendimiento
- Velocidad nunca excedida (Vne): 310 km/h
- Alcance: 1250 km
- Techo de vuelo: 5180 m

### Armamento
- Ametralladoras: 3× Darne o MAC 1934 cal. 7,5 mm
- Bombas: 4 de 225 o 10 de 55 kg